# Championnat du Danemark de football 2005-2006
Navigation
Saison précédente Saison suivante
La saison 2005-2006 du Championnat du Danemark de football est la 93e édition du championnat de première division au Danemark. Les 12 meilleurs clubs du pays se retrouvent au sein d'une poule unique, la Superligaen, où ils s'affrontent trois fois, à domicile et à l'extérieur. À l'issue du championnat, les deux derniers du classement sont relégués et remplacés par les deux meilleurs clubs de 1.division.
C'est le FC Copenhague qui remporte la compétition en terminant en tête de la poule. C'est le 5e titre de champion du Danemark de l'histoire du club.

## Les 12 clubs participants
| - FC Copenhague - AC Horsens - Promu de 1.division - AGF Aarhus - Viborg FF - SønderjyskE - Promu de 1.division - FC Midtjylland | - Silkeborg IF - OB Odense - FC Nordsjælland - Brondby IF - AaB Aalborg - Esbjerg fB |

## Compétition

### Classement
Le barème utilisé pour établir le classement est le suivant :
- Victoire : 3 points
- Match nul : 1 point
- Défaite : 0 point

| Rang | Équipe          | Pts | J  | G  | N  | P  | Bp | Bc | Diff |
| ---- | --------------- | --- | -- | -- | -- | -- | -- | -- | ---- |
| 1    | FC Copenhague   | 73  | 33 | 22 | 7  | 4  | 62 | 27 | +35  |
| 2    | Brøndby IF (T)  | 67  | 33 | 21 | 4  | 8  | 60 | 32 | +28  |
| 3    | OB Odense       | 58  | 33 | 17 | 7  | 9  | 49 | 28 | +21  |
| 4    | Viborg FF       | 54  | 33 | 15 | 9  | 9  | 62 | 43 | +19  |
| 5    | AaB Aalborg     | 45  | 33 | 11 | 12 | 10 | 48 | 44 | +4   |
| 6    | Esbjerg fB      | 42  | 33 | 12 | 6  | 15 | 43 | 45 | -2   |
| 7    | FC Midtjylland  | 41  | 33 | 10 | 11 | 12 | 42 | 52 | -10  |
| 8    | Silkeborg IF    | 39  | 33 | 11 | 6  | 16 | 33 | 51 | -18  |
| 9    | FC Nordsjælland | 38  | 33 | 9  | 11 | 13 | 49 | 55 | -6   |
| 10   | AC Horsens (P)  | 37  | 33 | 8  | 13 | 12 | 29 | 41 | -12  |
| 11   | SønderjyskE (P) | 26  | 33 | 6  | 8  | 19 | 41 | 72 | -31  |
| 12   | AGF Aarhus      | 22  | 33 | 4  | 10 | 19 | 36 | 63 | -27  |

|  | Qualification pour la Ligue des clubs champions 2006-2007                                      |
|  | Qualification pour la Coupe UEFA 2006-2007                                                     |
|  | Qualification pour la Coupe Intertoto 2006                                                     |
|  | Relégation en 1.division                                                                       |
|  | (T) : Tenant du titre (C) : Vainqueur de la Coupe du Danemark (P) : Promu de deuxième division |

## Bilan de la saison
| Championnat du Danemark de football 2005-2006 |                          |
| Champion                                      | FC Copenhague (5e titre) |
| Coupes et trophées                            |                          |
| Vainqueur de la Coupe du Danemark 2005-2006   | Randers FC (1.division)  |
| Qualifications continentales                  |                          |
| Ligue des clubs champions 2006-2007           | FC Copenhague            |
| Coupe UEFA 2006-2007                          | Brøndby IF               |
| Coupe UEFA 2006-2007                          | Randers FC               |
| Coupe UEFA 2006-2007                          | OB Odense                |
| Coupe Intertoto 2006                          |                          |
| Promotions et relégations                     |                          |
| Promus en Superligaen                         | Vejle BK                 |
| Promus en Superligaen                         | Randers FC               |
| Relégués en 1.division                        | SønderjyskE              |
| Relégués en 1.division                        | AGF Aarhus               |